# حسن بن عبد الرحمن السقاف
حسن بن عبد الرحمن بن عبيد الله السقاف (1333 - 1406 هـ) أديب وشاعر وفقيه وخطيب حضرمي. انتخب عضوًا لأول مجلس للشعب في جمهورية اليمن الديمقراطية الشعبية سابقًا. كما كان عضوًا باتحاد الأدباء والكتاب اليمنيين. قال الشعر مبكرًا وتناول شعره الأغراض المختلفة، وقد غلبت على قصائده النزعة الرومانسية والحماسية. وله ديوان شعر باسم «عبر وعبرات».

## نسبه
حسن بن عبد الرحمن بن عبيد الله بن محسن بن علوي بن سقاف بن محمد بن عمر بن طه بن عمر بن طه بن عمر الصافي بن عبد الرحمن المعلم بن محمد بن علي بن عبد الرحمن السقاف بن محمد مولى الدويلة بن علي بن علوي الغيور بن الفقيه المقدم محمد بن علي بن محمد صاحب مرباط بن علي خالع قسم بن علوي بن محمد بن علوي بن عبيد الله بن أحمد المهاجر بن عيسى بن محمد النقيب بن علي العريضي بن جعفر الصادق بن محمد الباقر بن علي زين العابدين بن الحسين السبط بن علي بن أبي طالب، وعلي زوج فاطمة بنت محمد ﷺ.
فهو الحفيد 35 لرسول الله محمد ﷺ في سلسلة نسبه.

## مولده ونشأته
ولد سنة 1333 هـ/ 1915 م بقرية ذي أصبح من قرى وادي حضرموت، وتلقى تعليمه من القرآن الكريم والعلوم الدينية واللغة العربية وفنونها بمدينة سيئون على يد والده مفتي حضرموت عبد الرحمن بن عبيد الله السقاف وعلى عدد من الشيوخ بمدينة سيئون. ولع منذ مقتبل حياته بالشعر واتصل مبكرًا بمدارس الأدب الحديثة وأعلامها. وأتاح له تنقله منذ مقتبل شبابه بين المدن اليمنية التعرف على عدد من الشخصيات الأدبية والسياسية. ولقد أثرى معارفه كثرة إطلاعه وتبنيه لقضايا عصره برؤية وطنية قومية واسعة.

## أعماله الأدبية
أسس مع زملائه من شعراء مدينة سيئون (نادي القلم العلمي) الذي أقام الكثير من الفعاليات الأدبية والعلمية، من منتصف القرن الهجري الرابع عشر، وأصدر صحيفة خطية بعنوان (الصحيفة). وفي سنة 1943 م صدر ديوانه الأول بعنوان (ولائد الساحل) الذي تضمن قصيدته درب السيف التي اعتبرها بعض النقاد قصيدة رائدة في الشعر العربي الحديث. ونشر عدد من قصائده في صحيفة فتاة الجزيرة وأسهم في فعاليات أبي الطيب المتنبي بعدن.
وفي سنة 1948 م صدرت له عن مطبعة فتاة الجزيرة مسرحية شعرية بعنوان (إلى فلسطين) وقام بمساعدة صديقه الأستاذ أحمد جابر عفيف وآخرون بعرضها على مسرح مدرسة الحديدة وأداء طلبتها وبحضور الإمام أحمد. وقد استحث في هذه المسرحية الإمام للقيام بدور مشرف في الدفاع عن الأمة والحيلولة دون قيام دولة لإسرائيل حتى أنه انتدب نفسه للجهاد ضمن الجيش اليمني للدفاع عن فلسطين فأجابه الإمام: «فيهما فجاهد».
وقد أقام بالحجاز لبضع سنين اشتغل بها مدرسًا، وأسهم في الحركة الثقافية بمدينة جدة، وعمل محررًا في جريدة المنهل السعودية، وعاد إلى وطنه سنة 1964 م. وكان من أبرز المساهمين في تأسيس وتنشيط فرع اتحاد الأدباء والكتاب اليمنيين بحضرموت.

## دوره السياسي
في منتصف القرن العشرين الميلادية كان متأثرا بالأفكار الثورية وكانت له صداقات حميمة مع ثوار 48 وسبتمبر، وقد كان من أعز أصدقائه الرئيس جمال جميل حتى أنه استودعه مذكراته الخاصة قبل أن يتم إعدامه في صنعاء من قبل الإمام أحمد.
وبعد عودته من الحجاز أسهم في تنوير الوعي الوطني والقومي مناديًا بالاستقلال وبناء دولة يمنية من خلال خطابته في المسيرات الجماهرية التي كان يقودها بنفسه، كما عبر عن حماسه وعواطفه في ملحمته الشعرية (دولة العرب) التي صدرت سنة 1967 م. وعندما اتخذ الشطر الجنوبي من الوطن بعد استقلاله سياسة مستقلة عن الشطر الشمالي من الوطن بانتهاجه الاشتراكية جند المترجم له نفسه للدفاع عن قيم الدين الإسلامي عن موقعه كعضو بمجلس الشعب الأعلى ومدرسا وخطيبا واعظا في المحافل الدينية والاجتماعية.

## مؤلفاته
له مجموعة من المؤلفات أهمها ديوان شعر «عبر وعبرات»، وكتاب بعنوان «مواليد لغوية»، ومسرحية بعنوان جزيرة العم حزام في تعريب بعض الألفاظ الدخيلة على اللغة العربية.

## وفاته
وقد عمل مدرسا بمدرسة سيئون الثانوية إلى يوم وفاته في يوم الجمعة 27 محرم 1406 هـ الموافق 11 أكتوبر 1985 م. وقد رثاه عدد من الشعراء منهم الشاعر أحمد الشامي والشاعر سالم زين باحميد وآخرون.